# Melanolophia fimbriata
Melanolophia fimbriata là một loài bướm đêm trong họ Geometridae.